# Playa de las Américas
Playa de las Américas is een toeristenplaats in het zuiden van het Spaanse eiland Tenerife in de gemeente Arona.
Playa de las Américas werd gebouwd in de jaren 1960 naast het stadje Los Cristianos en strekt noordwaarts richting Costa Adeje. Het resort beschikt over talrijke hotels, restaurants, clubs, bars en discotheken, evenals een aantal stranden, waarvan de meeste aangelegd zijn met geïmporteerd zand uit Afrika om het van nature aanwezige zwarte lavazand te vervangen.  Playa de las Américas staat bekend als centrum van het nachtleven in Tenerife. 

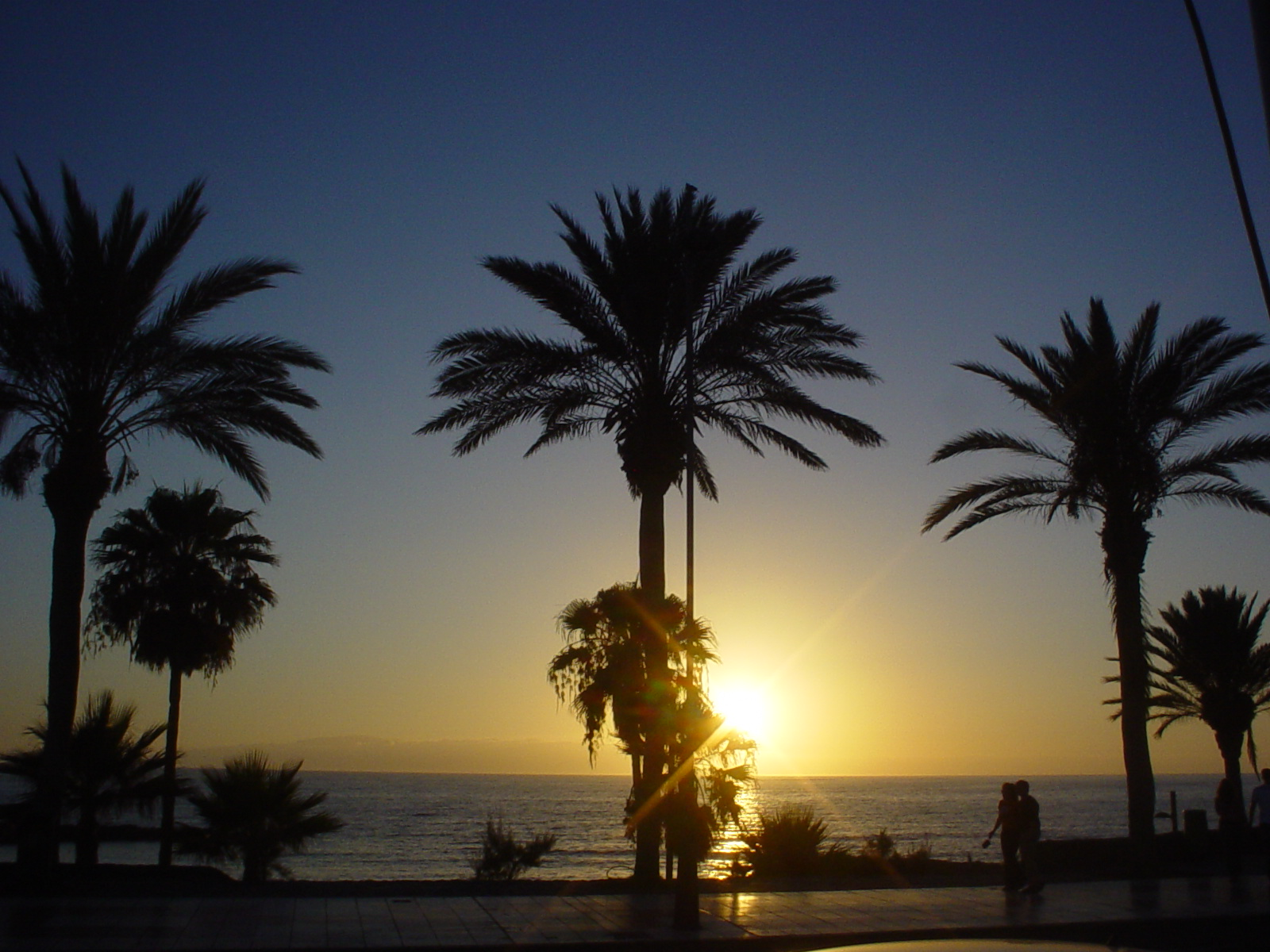
Zonsondergang in Playa De Las Americas
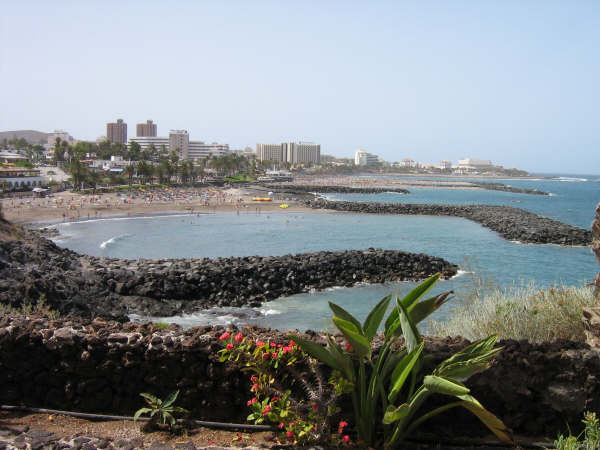
Strand bij Playa de Las Americas